# Fransina Kahungu
Fransina Kahungu (* 1970 in Okapanda, Südwestafrika) ist eine namibische Politikerin der SWAPO und Lehrerin.
Ab 1998 unterrichtete sie an einer Primarschule in Windhuk, ab 2005 leitete sie einen Teilbereich der Schule. 2010 wurde sie erstmals in das Windhoek City Council gewählt. 2016 bis 2017 war sie stellvertretende Bürgermeisterin von Windhoek; 2017 beendete sie ihre Lehrtätigkeit, um sich auf ihre politische Karriere zu konzentrieren.
Im Dezember 2019 wurde sie zur Bürgermeisterin von Windhoek gewählt. Das Amt hatte sie turnusmäßig ein Jahr inne. Ende Februar 2022 wurde Kahungu zur Generalsekretärin des SWAPO-Frauenrates gewählt.